# سوسری خاوری
سوسری خاوری (نام علمی: Blatta orientalis) نام یک گونه از سرده سوسری‌های بلاتا است.